# Invasione aliena

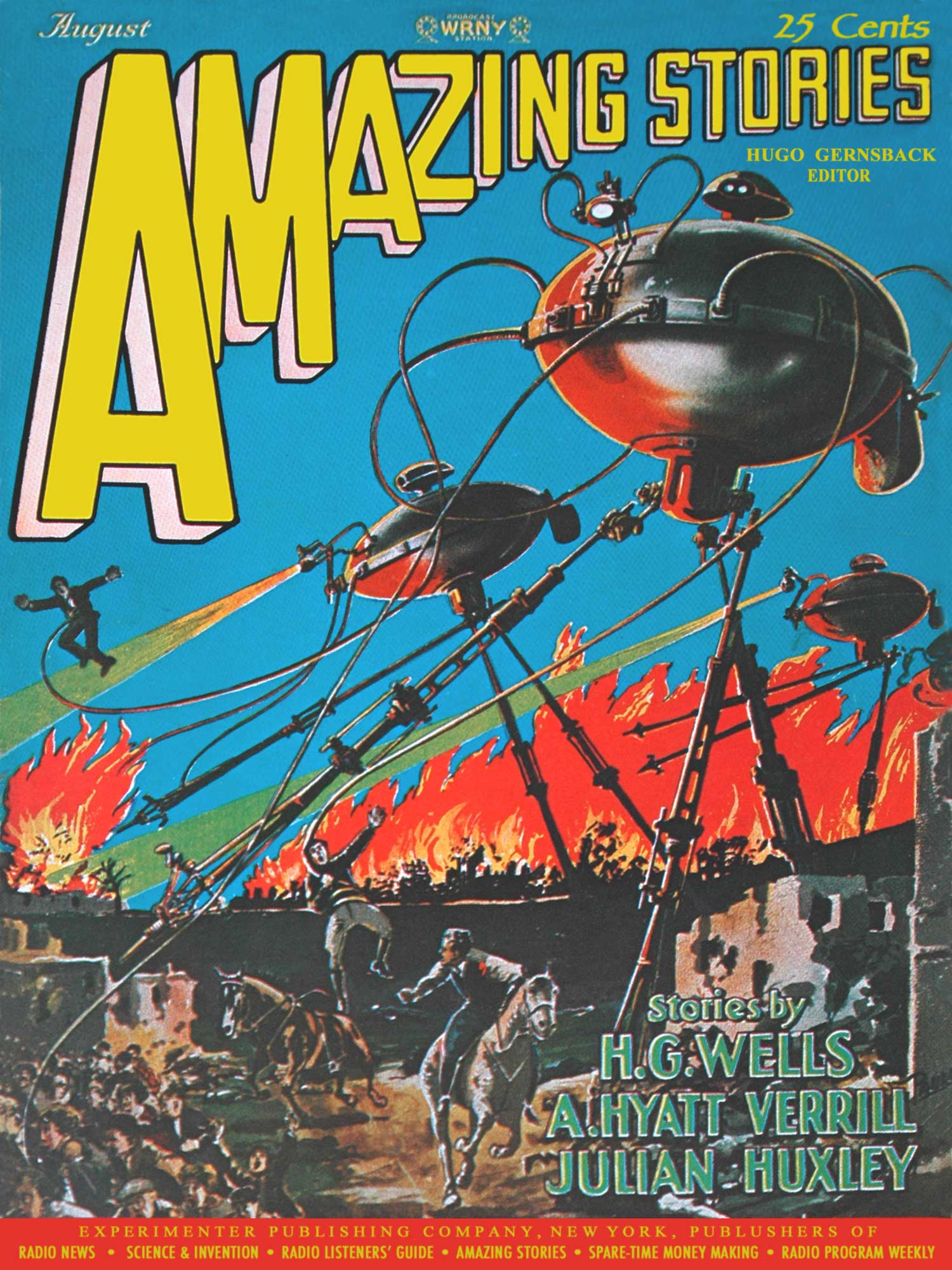
Copertina della rivista Amazing Stories (agosto 1927) che presenta La guerra dei mondi di H. G. Wells.

L'invasione aliena è un tema classico della fantascienza basato su un grave pericolo corso dall'umanità, improvviso ed imprevisto, a seguito di una azione aggressiva operata da organismi, da robot o da cyborg, provenienti da altri pianeti del sistema solare, della galassia, dell'universo o di altri universi paralleli in altre dimensioni. L'attacco alla Terra, minacciato o realizzato, deliberato o incidentale, può essere condotto in campo aperto, sulla base di forze imponenti e di una superiorità tecnologica, oppure per infiltrazione subdola, anche di poche entità organiche o di una sola, sulla base di estreme capacità esobiologiche di adattamento, predazione e riproduzione.

## Caratteristiche
Nelle storie di fantascienza il fine dell'invasione aliena è in genere lo sfruttamento del pianeta Terra per esaurimento delle materie prime del mondo d'origine degli extraterrestri, o semplicemente perché il suddetto mondo è andato incontro alla distruzione (a causa di una guerra globale o di un evento catastrofico naturale). Non mancano descrizioni di sfruttamento della popolazione terrestre per colonialismo, schiavismo, sperimentazione scientifica e perfino uso alimentare. Talvolta il fine dell'invasione rimane misterioso, a rimarcare l'incolmabile alienità degli extraterrestri nei confronti degli esseri umani invasi.
Di solito gli extraterrestri invasori sono ad un livello tecnologico analogo a quello degli esseri umani o di poco più avanzato (se la disparità fosse maggiore, l'invasione sarebbe o impossibile o facilissima e non ne verrebbe fuori una storia accattivante), pertanto queste storie sono state criticate come irrealistiche: è difficile credere che una civiltà in possesso del viaggio interstellare non abbia raggiunto un livello tecnologico e scientifico estremamente avanzato, nettamente superiore a quello del genere umano. Un altro motivo per cui le storie di questo genere sono ritenute poco plausibili dal punto di vista scientifico è che si considera assai improbabile che due civiltà sorgano spontaneamente nello stesso arco di tempo e su pianeti abbastanza vicini da riuscire a venire a contatto diretto tra loro (in base all'equazione di Drake e al paradosso di Fermi). In altri casi il divario tecnologico è coperto da altri fattori, come un'errata valutazione strategica (si veda ad esempio Il ciclo dell'invasione di Harry Turtledove).

## Origini

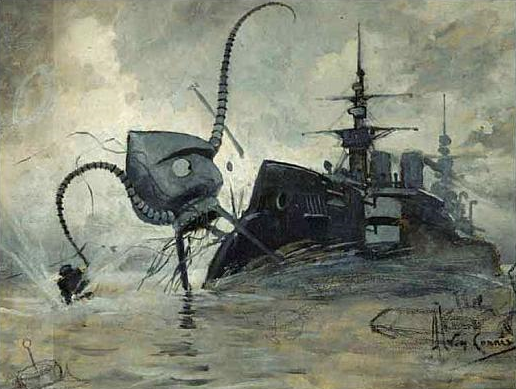
La guerra dei mondi (illustrazione di Henrique Alvim Correa).

Nel 1898 H. G. Wells pubblicò La guerra dei mondi, mettendo in scena un'invasione dell'Inghilterra vittoriana da parte di marziani dotati di sofisticati armamenti. Oggi questo romanzo è visto come il prototipo delle storie di invasione aliena e a Wells è accreditata l'ideazione di diversi temi sugli extraterrestri che sono stati poi notevolmente ampliati dagli scrittori di fantascienza nel corso del Novecento, tra cui il primo contatto e la guerra interplanetaria tra differenti specie. Prima della pubblicazione de La guerra dei mondi, vi erano state comunque storie di alieni e di invasioni aliene.
Nel 1727 Jonathan Swift pubblicò I viaggi di Gulliver. Nel racconto vi è una razza di esseri simili agli uomini, ma ad essi superiori, ossessionati dalla matematica. Vivono su un'isola-fortezza galleggiante di quattro miglia e mezzo di diametro chiamata Laputa, usando la sua ombra per evitare che il sole e la pioggia raggiungano le nazioni della Terra sopra cui viaggiano, assicurandosi così che esse renderanno tributo al Laputiani.
In Micromega (1752) di Voltaire vi sono due alieni, provenienti da Saturno e Sirio, che sono di immense dimensioni e visitano la Terra per curiosità. Inizialmente credono che il pianeta sia disabitato, a causa della differenza di scala tra loro e gli esseri umani. Quando scoprono la superba visione geocentrica dei filosofi della Terra, essi rimangono molto divertiti per quanto si sentano importanti gli esseri della Terra rispetto ai veri titani come loro.
Nel 1892 Robert Potter, un Pastore australiano, pubblicò The Germ Growers a Londra, romanzo che descrive un'invasione dissimulata di alieni che assumono l'aspetto di esseri umani e tentano di sviluppare una violenta epidemia per facilitare i propri piani di conquista globale. Il libro non fu molto letto e di conseguenza il romanzo di Wells, di gran lunga più fortunato, è generalmente accreditato come la storia capostipite del filone.
Wells aveva già proposto un diverso esito per l'invasione ne La guerra dei mondi: quando il narratore incontra l'artigliere la seconda volta, l'artigliere immagina un futuro in cui l'umanità, nascondendosi nelle fogne e in gallerie sotterranee, conduca un conflitto di guerriglia, combattendo contro i marziani per le generazioni a venire e alla fine, dopo aver imparato a duplicare la tecnologia bellica marziana, distrugga gli invasori riprendendosi la Terra.
Sei settimane dopo la pubblicazione del romanzo di Wells, il quotidiano statunitense Boston Post pubblicò una nuova storia di invasione aliena, un seguito non autorizzato de La guerra dei mondi, che rovescia le parti: Edison's Conquest of Mars, scritto da Garrett P. Serviss, descrive il celebre inventore Thomas Edison condurre una controffensiva contro gli invasori sul loro pianeta d'origine. Si trattava in realtà di un seguito di Fighters from Mars, una ristampa pesantemente alterata e non autorizzata de La guerra dei mondi; entrambi i romanzi furono pubblicati dal Boston Post nel 1898.
La guerra dei mondi fu ristampata negli Stati Uniti nel 1927, prima dell'epoca d'oro della fantascienza, da Hugo Gernsback sulla rivista Amazing Stories. John W. Campbell, un altro editore chiave dell'epoca nonché saltuario autore di racconti, pubblicò diverse storie di invasioni aliene nel 1930. Seguirono molti noti scrittori di fantascienza, tra cui Isaac Asimov, Arthur C. Clarke, Clifford D. Simak, oltre a Robert A. Heinlein che scrisse Il terrore dalla sesta luna nel 1953.

## Variazioni sul tema

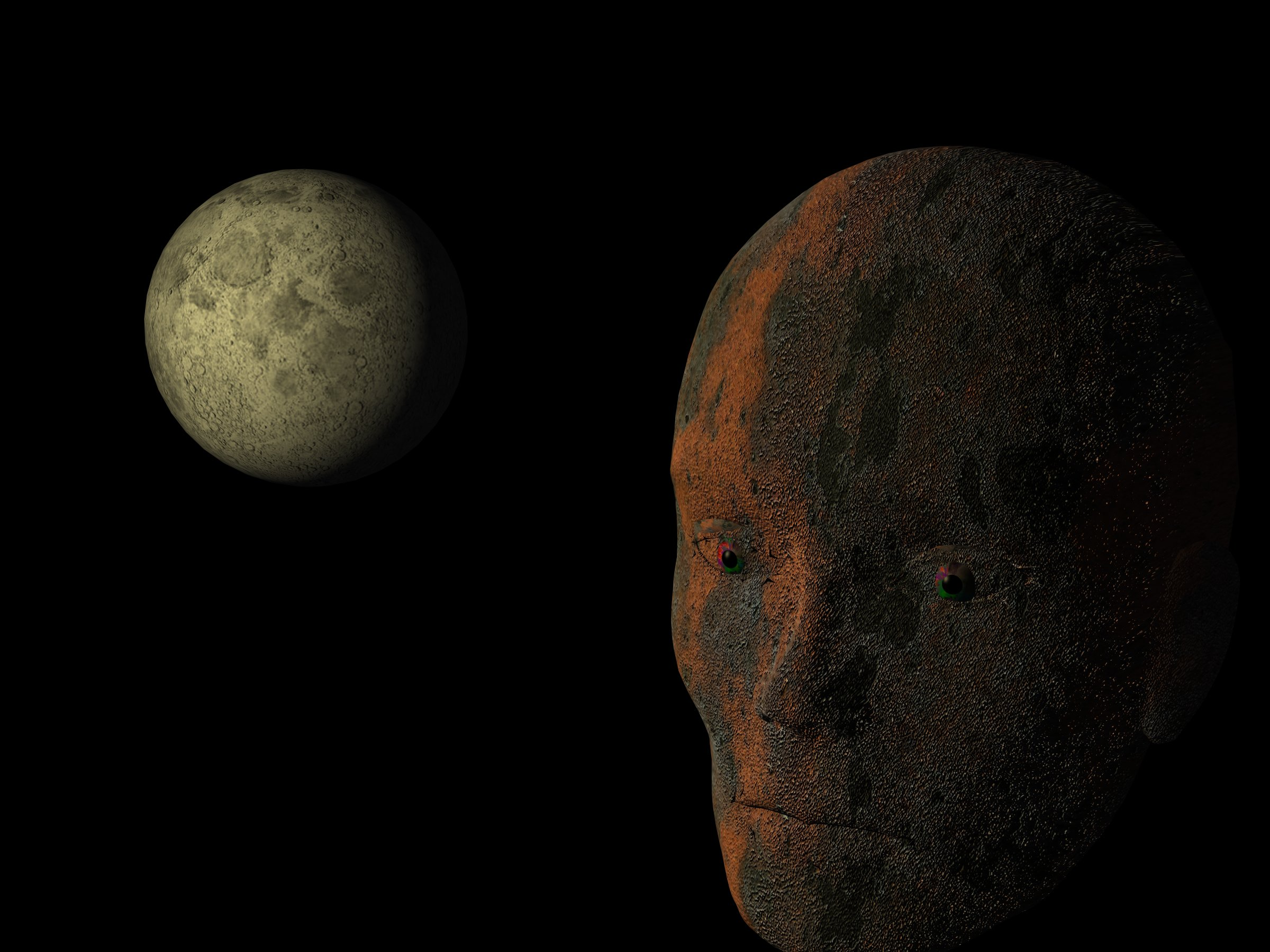
Rappresentazione artistica di un alieno

Buona parte degli scenari più conosciuti sull'invasione aliena vedono gli extraterrestri atterrare sulla Terra, sterminare o sottomettere la popolazione, combattendo e sconfiggendo (grazie alla superiore tecnologia) le forze armate terrestri e distruggendo le principali città. Il più delle volte la narrazione è incentrata sulle battaglie tra gli invasori e gli eserciti umani, come ne La guerra dei mondi di H. G. Wells, che si può considerare il capostipite del filone. Tale tema tende a essere ricorrente in periodi storici caratterizzati dal timore di una vera invasione.
Non tutte le storie d'invasione seguono però questo schema. In alcune storie gli invasori alieni si infiltrano e sovvertono la società umana in modo occulto, usando travestimenti, mutando il proprio aspetto o imitando quello altrui, generando conflitti nell'umanità e lasciando che l'uomo distrugga se stesso o i propri alleati. In altre raffigurazioni, gli alieni ottengono una schiacciante vittoria sull'umanità e la maggior parte della storia è ambientata dopo che gli alieni hanno preso il sopravvento. Talvolta gli alieni non provengono dallo spazio, ma da un'altra dimensione; in alcune opere, gli invasori potrebbero non essere davvero extraterrestri, ma piuttosto creature demoniache.
Le modalità e i possibili scopi dell'invasione aliena sono stati analizzati approfonditamente soprattutto nei primi anni in cui il genere letterario fantascientifico si sviluppò.

### Infiltrazione aliena
La fantascienza ha descritto una modalità d'invasione più inquietante di quella basata sull'esplicita violenza: l'invasione segreta. Gli alieni infatti potrebbero averci già invaso, magari mascherandosi da esseri umani, infiltrando una quinta colonna o conquistando gradualmente le più alte cariche mondiali, nell'attesa del giorno in cui il loro numero o il loro potere consentirà loro di esporsi apertamente.
Questo tipo di subdola invasione di solito sottolinea timori sociali paranoici e xenofobici ed è stato molto comune durante la guerra fredda, con il sospetto diffuso di agenti comunisti, la paura rossa e il maccartismo, ma ritorna in auge in altri momenti di cambiamenti sociali e di disordine.
Un esempio di tale conquista silenziosa è descritto nel romanzo di Jack Finney L'invasione degli ultracorpi (The Body Snatchers, 1954) o in quello di John Christopher I possessori (The Possessors 1964). Gli alieni potrebbero anche assumere il controllo delle persone perché agiscano secondo la loro volontà attraverso dispositivi elettronici impiantati nel corpo umano, come nel film del 1953 Gli invasori spaziali (Invaders from Mars). L'infiltrazione occulta degli alieni è un tema centrale anche nella teoria del complotto sugli UFO.

### Occupazione aliena
L'occupazione da parte di alieni può ricorrere in numerose storie sull'invasione. In breve, gli alieni vincono e occupano la Terra o la civiltà umana (talvolta cercando anche di terraformare il pianeta per renderlo più adatto alle loro esigenze), almeno fino a che un movimento di resistenza umana sconfigge gli alieni e/o i loro governi fantoccio.
Numerose storie di occupazione sono lo specchio di reali invasioni storiche condotte da governi totalitari, come la Germania nazista; in questo scenario gli alieni invasori danno sostegno ai governi umani esistenti che accolgono i loro nuovi padroni alieni o reprimono governi di opposizione e li ricostruiscono a propria immagine, rinforzando il loro ruolo tramite l'impiego di collaborazionisti, informatori e polizia segreta.
Esempi di vita sotto occupazione aliena sono presenti nella serie TV V - Visitors (1983-84), nella serie di romanzi sui Tripodi di John Christopher, nella miniserie a fumetti Slash Maraud e nella serie di videogiochi di Half-Life. In All Tomorrows di Nemo Ramjet, i Qu - una razza superiore aliena - dopo aver conquistato gli umani li riducono allo stato di animali attraverso l'ingegneria genetica, impedendo ogni forma di resistenza.

### Incursioni aliene
Alieni incapaci di sostenere un'invasione su larga scala, a causa del proprio numero ridotto, possono effettuare piuttosto delle incursioni, sfruttando lo shock della propria venuta per ispirare terrore. Altre storie su questo argomento vedono gli alieni condurre ricognizioni e missioni di avanscoperta per saggiare la risposta della popolazione umana e in particolare delle forze militari terrestri. Gli alieni cercheranno inoltre di scegliere bersagli isolati, quali zone desertiche o rurali degli Stati Uniti, come area per condurre dei test o per lo sbarco. Questo tipo di trama attribuisce migliori possibilità a piccoli gruppi, come la polizia locale o anche ordinari civili, di respingere gli invasori e di ritornare alla vita normale dopo l'evento.
A causa del ristretto budget, questa variazione sul tema fu assai comune nei film di serie B fantascientifici degli anni cinquanta, come Destinazione... Terra (It Came from Outer Space), Fluido mortale (The Blob) e Plan 9 from Outer Space. È rappresentata anche nel film Signs.

### Invasioni nel passato
Una diversa prospettiva è offerta dal concetto di "invasione aliena nel passato", in cui un periodo storico, più o meno lontano, serve da scenario per un'invasione aliena di uno dei tipi sopra descritti.
Il progetto più ambizioso di questo genere appare quello di Harry Turtledove, con il suo ciclo narrativo ucronico dell'Invasione (proseguito con quello della Colonizzazione), dove alieni rettiliformi sbarcano sulla Terra nel 1942 intenzionati alla conquista, obbligando le opposte fazioni della seconda guerra mondiale a segnare un improvviso cessate il fuoco per combattere (separatamente, in buona parte) la loro guerra contro gli invasori.
In Sideslip (1968) di Ted White e Dave van Arnam, un detective privato della moderna New York si ritrova in una realtà alternativa in cui la Terra è sotto occupazione da parte di umanoidi interstellari soprannominati "Angeli", che sono atterrati nel 1938, approfittando della confusione seguita proprio alla trasmissione del programma radiofonico La guerra dei mondi di Orson Welles e trasformando da allora il pianeta in una loro colonia. In Starspawn (1990) di Kenneth Von Gunden, la Terra è infiltrata da piccoli alieni parassitari capaci di attaccarsi ad un essere umano e di controllarlo, simile allo scenario de Il terrore dalla sesta luna (1951) di Heinlein, tranne per il fatto che l'invasione si svolge nel Medioevo inglese, con uno sfondo di cavalieri che assediano un castello. In uno scenario simile, in Crociata spaziale (The High Crusade, 1960) di Poul Anderson, un'astronave aliena sbarca in un villaggio inglese medioevale, ma gli aspiranti conquistatori - fin troppo fiduciosi di se stessi - scoprono nella maniera peggiore di non essere immuni a spade e frecce; gli umani conquistano la nave spaziale e partono alla conquista di un impero tra le stelle, ma perdono contatto con la Terra, dove dunque prosegue la storia a noi familiare. Analogamente nel fumetto Cowboys & Aliens un gruppo di alieni intenzionati, intorno alla metà del XIX secolo, a conquistare il pianeta verrà sconfitto da cowboy e nativi Apache. In Eifelheim (1986) di Michael Flynn un vascello alieno sbarca nell'Europa centrale nel bel mezzo della peste nera. Addirittura nel film Stargate, si ipotizza un'invasione avvenuta in tempi molto antichi, sfruttando il mito delle piramidi costruite da "intelligenze non umane".
Nel telefilm Doctor Who, a causa dell'elemento del viaggio nel tempo, avvengono un gran numero di invasioni della Terra, tra cui l'invasione della Londra vittoriana da parte dei Cybermen. Il film di Star Trek Primo contatto (1996) utilizza diffusamente questo tema, benché il quadro di riferimento sia nel futuro; gli alieni Borg viaggiano indietro nel tempo raggiungendo la Terra nel 2063 - due o trecento anni prima degli eventi narrati in Star Trek - per impedire il primo volo a velocità di curvatura, un evento chiave che permetterà agli umani di raggiungere le altre stelle (provocando, in prospettiva, la costituzione della Federazione dei Pianeti Uniti, acerrima nemica dei piani di invasione/assimilazione dei Borg).
Nella serie di videogiochi Resistance (2006-2011) si ipotizza che la seconda guerra mondiale non sia mai scoppiata e che nel 1948 la terra sia stata invasa da creature aliene umanoidi chiamate "chimera" e rapidamente soggiogata.

### Invasione aliena altruistica
Nella narrativa il tema dell'invasione aliena altruistica, a scopo benefico, è stato invece esplorato in rare occasioni. In questo tipo di storie gli invasori, in una sorta di "fardello degli omini verdi", colonizzano il pianeta nel tentativo di diffondere la loro cultura e "civilizzare" i "barbari" abitanti indigeni, oppure osservano segretamente i terrestri salvandoli da loro stessi. Il tema condivide molti tratti con quello delle occupazioni ostili, ma gli invasori tendono a vedere la popolazione occupata come persone da istruire o eguali piuttosto che come strumenti e schiavi.
Il tema finale dell'osservatore segreto è un tema paternalistico/maternalistico. In questo tipo di storie, gli alieni intervengono nelle questioni umane per prevenirne l'autodistruzione, come Klaatu e Gort che in Ultimatum alla Terra (The Day the Earth Stood Still, 1951) avvisano i leader della Terra di abbandonare i loro modi bellicosi per unirsi ad altre civiltà spaziali, in caso contrario si distruggeranno da soli o verranno distrutti dalla loro unione interstellare. Altri esempi di invasioni aliene benefiche sono il film di Gene Roddenberry The Questor Tapes (1974) e un episodio del 1968 del suo Star Trek (Missione Terra), Le guide del tramonto (Childhood's End, 1953) di Arthur C. Clarke, la trilogia di light novel giapponesi Seikai no monshō e il ciclo di romanzi delle cinque galassie (Uplift) di David Brin.

### Invasioni aliene demoniache
Un'altra variazione sul tema dell'invasione aliena è l'invasione demoniaca, in cui gli invasori sono esseri soprannaturali o comunque creature demoniache di ispirazione religiosa, che si infiltrano sulla Terra, attaccano l'umanità, prendono il sopravvento sulla società umana (travestiti da umani essi stessi) e muovono "guerra ai santi", compiendo gli eventi descritti nell'Apocalisse di Giovanni o in altra profezia religiosa, talvolta inventata appositamente per la storia. Seguono questo concetto Warhammer 40.000, il manga Devilman e la serie di videogiochi di Doom. Il già citato romanzo Le guide del tramonto può anche essere visto come una forma di invasione aliena demoniaca per via dell'aspetto diabolico degli Overlord. Nel già citato telefilm Doctor Who sono invece degli Angeli Piangenti i nemici alieni del protagonista.

### Immigrazione aliena
L'immigrazione di massa di una popolazione aliena sulla Terra può essere vista, soggettivamente, come una forma di "invasione". In questo caso i personaggi non sono alieni bellicosi quanto piuttosto dei miti profughi extraterrestri senza via di ritorno al proprio pianeta d'origine, che non cercano di prendere il controllo del mondo ma al contrario aspirano ad una pacifica convivenza.
Il tema dell'immigrazione aliena, sviluppato - seppure in rare occasioni - soprattutto a partire dalla fine del XX secolo, analizza in un contesto alternativo i reali problemi sociali legati ai fenomeni immigratori e alle minoranze etniche; il soggetto centrale è la difficoltà di integrazione con la società umana. Il tema del conflitto è dunque presente non sul piano bellico ma su quello sociale. Gli alieni immigrati possono essere facilmente sfruttati dai terrestri, arrivando ad un rovesciamento dei ruoli rispetto al tema classico dell'invasione aliena.
Il film Alien Nation - Nazione di alieni (Alien Nation, 1988, da cui è stata anche tratta una serie tv omonima) è un thriller in cui una popolazione di profughi extraterrestri, ex schiavi, ha trovato rifugio nella Terra di oggi, ma l'integrazione con i terrestri è difficile e la maggior parte degli alieni, sfruttata come manodopera a basso costo, finisce per vivere in ghetti, dove si manifestano problemi di tossicodipendenza.
Il film District 9 (2009) riprende il tema ispirandosi all'apartheid sudafricano ed esplora argomenti quali la xenofobia e la segregazione razziale applicate dagli umani agli alieni.
Una trattazione umoristica dell'immigrazione aliena - incrociata in questo caso con il tema dell'infiltrazione segreta e della teoria del complotto sugli UFO - è un elemento centrale nel film Men in Black (1997).

### Altre
Capita che due o più delle varianti appena descritte vengano combinate assieme. Ad esempio, gli alieni possono all'inizio infiltrarsi nella società, poi, dopo avere guadagnato la fiducia degli umani, iniziare improvvisamente a distruggere le città, cogliendo di sorpresa i terrestri. Altro esempio di ciò è un episodio doppio del telefilm Stargate SG-1 in cui la razza aliena degli Aschen si fa amici gli umani e condivide con loro liberamente la propria avanzata tecnologia e medicina in cambio degli indirizzi degli stargate. Ma diviene ben presto chiaro che gli alieni stanno pianificando la graduale scomparsa della razza umana rendendo sterili persone di entrambi i sessi.
In un altro tipo di invasione vista in vari film di Godzilla, tra cui Gli eredi di King Kong (1968), delle razze aliene assumono il controllo dei mostri della Terra e li usano per attaccare e distruggere le maggiori città, ma per ironia della sorte trovano la sconfitta per mano degli stessi mostri.

## Opere

### Animazione
In molti fumetti manga e serie televisive a cartoni animati di origine giapponese, l'invasione è un meccanismo narrativo ricorrente, forzato fino a giungere alla parodia o all'avvenimento episodico.
- Goldrake, (1975) classica invasione con mecha giganti
- Lamù, (1981) l'invasione è solo la premessa iniziale di storie umoristiche
- Neon Genesis Evangelion, (1995) la natura dell'invasore è decisamente misteriosa
- Keroro, (2004) parodia con invasori allegramente inefficienti
- Star Blazers, (2012) battaglie spaziali di tipo militare

### Cinema
Invasioni aliene nella cinematografia (elenco non esaustivo, in ordine cronologico)
- La cosa da un altro mondo (The Thing From Another World, 1951) di Christian Nyby e Howard Hawks; tratto dal racconto Chi va là? (Who goes there?) di John W. Campbell
- Ultimatum alla Terra (The Day the Earth Stood Still, 1951) di Robert Wise; tratto dal racconto Addio al padrone (Farewell to the Master, 1940) di Harry Bates.[17]
- La guerra dei mondi (The War of the Worlds, 1953) di Byron Haskin; dal romanzo omonimo di H. G. Wells
- Gli invasori spaziali (Invaders from Mars, 1953) di William Cameron Menzies
- Destinazione... Terra! (It Came from Outer Space, 1953) di Jack Arnold; da un soggetto di Ray Bradbury
- L'invasione degli Ultracorpi (Invasion of the Body Snatchers, 1956) di Don Siegel; descrive un'invasione biologica
- La Terra contro i dischi volanti (Earth vs. the Flying Saucers, 1956) di Fred Sears; ispirato al libro Flying Saucers from Outer Space di Donald Kehoe del 1950
- Fluido mortale (The Blob, 1958) di Irvin Yeaworth; una creatura informe e gelatinosa giunta su una meteora semina il terrore
- Il nemico di fuoco (The Flame Barrier a.k.a. Beyond the Flame Barrier, 1958) regia di Paul Landres
- Plan 9 from Outer Space (1959) di Edward D. Wood Jr.
- Kronos il conquistatore dell'universo (1957) di Kurt Neumann
- Omicron (1963) di Ugo Gregoretti; satirico
- Assedio alla Terra (Unearthly Stranger, 1963) di John Krish. Un ricercatore scopre che la propria moglie è un'extraterrestre inviata per fermare un importante progetto scientifico.
- Allarme dal cielo (Le ciel sur la tête, 1965) di Yves Ciampi, film bellico girato a bordo della portaerei francese Clemenceau.
- Demoni di fuoco (Night of the Big Heat, 1967) di Terence Fisher
- Andromeda (The Andromeda Strain, 1971) di Robert Wise; tratto dall'omonimo romanzo di Michael Crichton
- Unsichtbare Gegner, regia di Valie Export (1977)
- Terrore dallo spazio profondo (1978) di Philip Kaufman; remake del classico del 1956 di Siegel L'invasione degli Ultracorpi
- Superman II (1980) di Richard Lester e Richard Donner; Superman è alle prese con dei Kryptoniani guidati dal Generale Zod e deve impedire loro di conquistare il mondo.
- La cosa (The Thing, 1982) di John Carpenter
- Krull (1983) di Peter Yates
- Space vampires (Lifeforce, 1985) di Tobe Hooper; tratto dal romanzo I vampiri dello spazio di Colin Wilson
- Invaders (Invaders from Mars, 1986) di Tobe Hooper; remake del film 1953 di Menzies
- Howard e il destino del mondo (Howard the Duck, 1986)
- Critters, gli extraroditori (Critters, 1986)
- Dimensione terrore (Night of the Creeps, 1986)
- La piccola bottega degli orrori (Little Shop of Horrors, 1986) di Frank Oz
- La battaglia del pianeta perduto (1987) di Brett Piper; di ritorno da un viaggio forzato nello spazio, un uomo deve affrontare una invasione del suo pianeta
- Fuori di testa (Bad taste, 1987) di Peter Jackson
- Killer Klowns from Outer Space (1988) dei Fratelli Chiodo
- Alien Nation - Nazione di alieni (1988) di Graham Baker
- Essi vivono (They Live, 1988) di John Carpenter; tratto dal racconto Eight O'Clock in the Morning di Ray Nelson (1963)
- I marziani invadono la Terra (Lobster Man from Mars, 1989) di Stanley Sheff; una presa in giro dei B-movie degli anni cinquanta.
- Ultracorpi - L'invasione continua (Body Snatchers, 1993) di Abel Ferrara; nonostante il titolo italiano suggerisce che sia un sequel, è un altro remake de L'invasione degli Ultracorpi del 1956.
- Il terrore dalla sesta luna (The Puppet Masters, 1994) di Stuart Orme, con Donald Sutherland.
- Independence Day (1996) di Roland Emmerich
- Mars Attacks! (1996) di Tim Burton; parodia dei film di invasioni aliene degli anni cinquanta
- Star Trek: Primo contatto (1996) di Jonathan Frakes; l'equipaggio della USS Enterprise-E deve salvare la Terra dai Borg, che l'hanno conquistata manipolando il tempo.
- Starship Troopers - Fanteria dello spazio (1997) di Paul Verhoeven; dove anche i terrestri sono a loro volta rappresentati come invasori.
- Men in Black (1997) di Barry Sonnenfeld
- The Faculty (1998) di Robert Rodriguez
- Star Wars: Episodio I - La minaccia fantasma (1999) di George Lucas
- The Astronaut's Wife - La moglie dell'astronauta (1999) di Rand Ravich
- Lethal Target (1999) di Lloyd A. Simandl
- Evolution (2001) di Ivan Reitman
- Men in Black II (2002) di Barry Sonnenfeld; seguito del film del 1997
- Signs (2002) di M. Night Shyamalan
- InvaXön - Alieni in Liguria (2004) di Massimo Morini
- La guerra dei mondi (War of the Worlds, 2005) di Steven Spielberg; nuovo adattamento del romanzo di H. G. Wells con rimandi al film del 1953.
- Slither (2006) di James Gunn; unisce i più tipici archetipi dell'invasione aliena con quelli del filone Zombie.
- The Mist (2007) basato sul libro di Stephen King La nebbia; delle creature aracnoformi provenienti da un'altra dimensione si spargono nascoste in una fitta nebbia.
- Invasion (The Invasion, 2007) di Oliver Hirschbiegel; altro rifacimento de L'invasione degli Ultracorpi, con Nicole Kidman.
- Transformers (2007) di Michael Bay; basato sugli omonimi giocattoli della Hasbro.
- Ultimatum alla Terra (2008) di Scott Derrickson; remake del film del 1951.
- Transformers - La vendetta del caduto (2009) sequel del film del 2007, sempre diretto da Michael Bay.
- District 9 (2009) di Neill Blomkamp; non mette in scena un'invasione, ma una immigrazione aliena, con ribaltamento dei ruoli (sono i terrestri ad opprimere e sfruttare gli alieni).
- Mostri contro alieni (2009)
- Avatar (2009) di James Cameron; mostra un'invasione aliena con i ruoli rovesciati: gli esseri umani tentano di invadere il mondo di Pandora combattendo la razza dei Na'vi.
- Monsters (2010) di Gareth Edwards; ambientato dopo un'invasione di mostri alieni tentacolari portati sulla Terra da una sonda della NASA.
- Skyline (2010) dei fratelli Strause
- Transformers 3 (Transformers: Dark of the Moon, 2011) sempre diretto da Michael Bay
- World Invasion (Battle: Los Angeles, 2011) di Jonathan Liebesman
- Attack the Block - Invasione aliena (2011)
- Cowboys & Aliens (2011) di Jon Favreau
- L'ora nera (2011)
- Battleship (2012)
- Vicini del terzo tipo (The Watch, 2012)
- Men in Black 3 (2012) diretto sempre da Barry Sonnenfeld
- The Avengers (2012) di Joss Whedon; il gruppo di supereroi dei Vendicatori alle prese con la minaccia aliena ultradimensionale dei Chitauri.
- Dark Skies - Oscure presenze (2013)
- The Host (2013) basato sul libro di Stephanie Mayer L'ospite.
- Oblivion (2013) di Joseph Kosinski
- L'uomo d'acciaio (2013) di Zack Snyder; come Superman II, tratta del supereroe che combatte per impedire l'invasione della Terra da parte dei membri sopravvissuti del suo pianeta.
- Pacific Rim (2013) di Guillermo del Toro
- La fine del mondo (2013) di Edgar Wright
- Ender's Game (2013) di Gavin Hood; basato sul libro di Orson Scott Card Il gioco di Ender.
- Edge of Tomorrow - Senza domani (2014) di Doug Liman; basato sul romanzo giapponese All You Need Is Kill.
- Pixels (2015) di Chris Columbus; gli alieni inviano sulla Terra dei mostri distruttori che hanno l'aspetto di videogiochi per l'arcade classici.
- La quinta onda (2016) di J Blakeson; basato sull'omonimo romanzo per giovani adulti di Rick Yancey
- 10 Cloverfield Lane (2016) di Dan Trachtenberg
- Tartarughe Ninja - Fuori dall'ombra (2016)
- Independence Day - Rigenerazione (2016) di Roland Emmerich; seguito del film del 1996
- Life - Non oltrepassare il limite (2017) di Daniel Espinosa
- Transformers - L'ultimo cavaliere (2017) di Michael Bay
- Justice League (2017) di Zack Snyder; gli eroi della Terra si uniscono formando la Justice League per impedire l'invasione da parte di Steppenwolf e i suoi Parademoni.
- Annientamento (2018) di Alex Garland; basato sull'omonimo romanzo di Jeff VanderMeer.
- Pacific Rim - La rivolta (2018) di Steven S. DeKnight; seguito del film del 2013
- A Quiet Place - Un posto tranquillo (2018) di John Krasinski; ambientato dopo un'invasione di famelici mostri ciechi attratti dal suono, che nel sequel vengono confermati essere di origine aliena.
- Avengers: Infinity War (2018) di Anthony e Joe Russo
- Captive State (2019) di Rupert Wyatt
- Avengers: Endgame (2019) di Anthony e Joe Russo, seguito del film del 2018
- Godzilla II - King of the Monsters (2019) di Michael Dougherty. L'invasore alieno è un kaiju extraterrestre, King Ghidorah, giunto sulla Terra con l'intenzione di terraformarla grazie alle sue capacità e al controllo sugli altri mostri giganti del pianeta (tranne Godzilla, Mothra e Kong)

### Fumetti
- L'Eternauta, (1957) Il tema principale del fumetto, sceneggiato da Héctor Oesterheld e disegnato da Francisco Solano López, è proprio l'invasione della terra da parte di alieni molto avanzati tecnologicamente rispetto agli umani.
- Brad Barron, (2005) È una miniserie a fumetti edita da Sergio Bonelli Editore incentrata su una invasione aliena che avviene negli anni cinquanta.
- Secret Invasion, (2008) In un evento dell'universo Marvel denominato Secret Invasion, gli Skrull, alieni mutaforma, invadono la Terra sfruttando i loro poteri di sostituire segretamente diversi supereroi.

### Giochi
- Torg, (1990)

### Letteratura

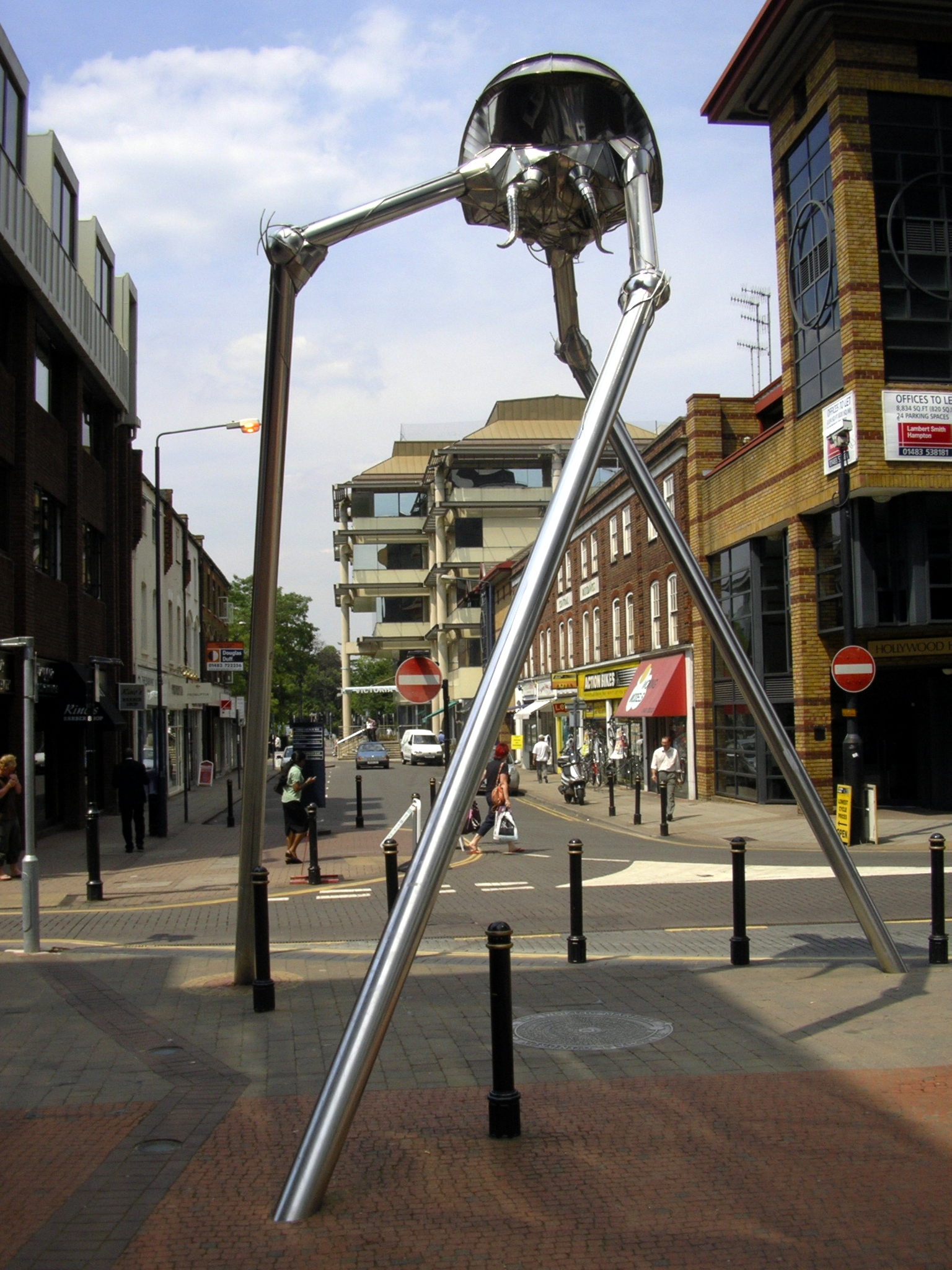
Un tripode alieno ispirato a La guerra dei mondi in una scultura a Woking, nel Surrey

Alcuni esempi significativi di invasioni aliene descritte nella letteratura (in ordine cronologico):
- The Germ Growers (1892), dell'australiano Robert Potter, è ritenuto il primo romanzo di questo filone[5] e narra di una invasione con armi biologiche (microorganismi).
- La guerra dei mondi (War of the worlds, 1897) di H. G. Wells, probabilmente l'esempio più celebre. È stata adattata in due film, in numerosi drammi radiofonici e in una serie TV.
- Infinito (Last and first men, 1930), di Olaf Stapledon, nel quale i marziani hanno la forma di nuvole capaci di comunicare telepaticamente e formano una coscienza collettiva sul loro pianeta. L'invasione marziana della Terra viene sventata dai terrestri, anche perché gli alieni giunti sulla Terra fuoriescono dalla mente comune e iniziano a concepire pensieri propri. La vittoria è però fatale ai terrestri, perché le molecole delle nubi disperse dai marziani sono tossiche e causano il declino dell'umanità.
- Il giorno dei trifidi (The day of the triffids, 1951) di John Wyndham; l'invasione da parte di una nuova specie vegetale, di probabile origine artificiale, mostruosa e carnivora.
- Il terrore dalla sesta luna (The Puppet Masters, 1951) di Robert A. Heinlein
- The Kraken Wakes (1953) di John Wyndham
- Le guide del tramonto (Childhood's End, 1953) di Arthur C. Clarke. Una specie aliena arriva in contatto con i terrestri, educando i bambini umani fino a far sviluppare in loro dei superpoteri superiori anche a quelli degli alieni.
- Marziani, andate a casa! (Martians, Go Home!, 1955) di Fredric Brown, è una satira delle storie sulle invasioni aliene: sulla Terra appaiono istantaneamente milioni di omini verdi, che portano l'umanità vicino al collasso semplicemente con la maleducazione. I marziani, intangibili e quindi impossibili da scacciare, adorano sbeffeggiare gli umani e rivelare informazioni riservate.
- Wade Harper, investigatore (Three to Conquer, 1957; inizialmente pubblicato a puntate come Call Him Dead nel 1955 su Astounding) di Eric Frank Russell, fonde il giallo/thriller con il tema dell'invasione aliena.
- I giocatori di Titano (The Game-Players of Titan, 1963) di Philip K. Dick; il tema torna anche in varie altre opere dello scrittore.
- I vampiri dello spazio (The Space Vampires, 1976) di Colin Wilson; degli alieni giunti sulla Terra diffondono il vampirismo sul pianeta.
- I visitatori (The Visitors, 1979) di Clifford D. Simak. Tra le ultime opere di Simak, è incentrata sul tema a lui caro dell'impotenza del genere umano, delle sue strutture sociali e culturali e delle sue organizzazioni su ciò che è alieno.
- La guerra contro gli Chtorr (War against Chtorr/A matter for Men, 1983-1991) di David Gerrold, un ciclo di cinque romanzi nei quali viene descritta un attacco biologico alieno alla Terra ambientato nell'epoca contemporanea
- Il giorno dell'invasione (Footfall, 1985) di Larry Niven e Jerry Pournelle, in cui l'invasione è ambientata nell'epoca contemporanea, è ritenuta una delle opere più verosimili dedicate a questo tema
- Battaglia per la Terra (Battlefield Earth, 1982) e la decalogia di Missione Terra (Mission Earth, 1985-87), di L. Ron Hubbard
- I signori di Garth (Uplift War, 1987, Premio Hugo 1988) di David Brin descrive un'invasione culturale.
- John Kessel fa uso della metafora dell'invasione aliena nel suo racconto Invaders (1990)[18], mettendo in contrasto l'invasione dei "Krel" (una immaginaria specie aliena) della Terra con la conquista del Perù da parte di Francisco Pizarro, come per illustrare l'orrore dell'evento reale.
- Il ciclo dell'invasione (Worldwar, 1994-1996) di Harry Turtledove, un'ucronia in cui l'invasione inizia nel bel mezzo della seconda guerra mondiale
- Assedio all'eternità (The Siege of Eternity, 1997) di Frederik Pohl

### Televisione

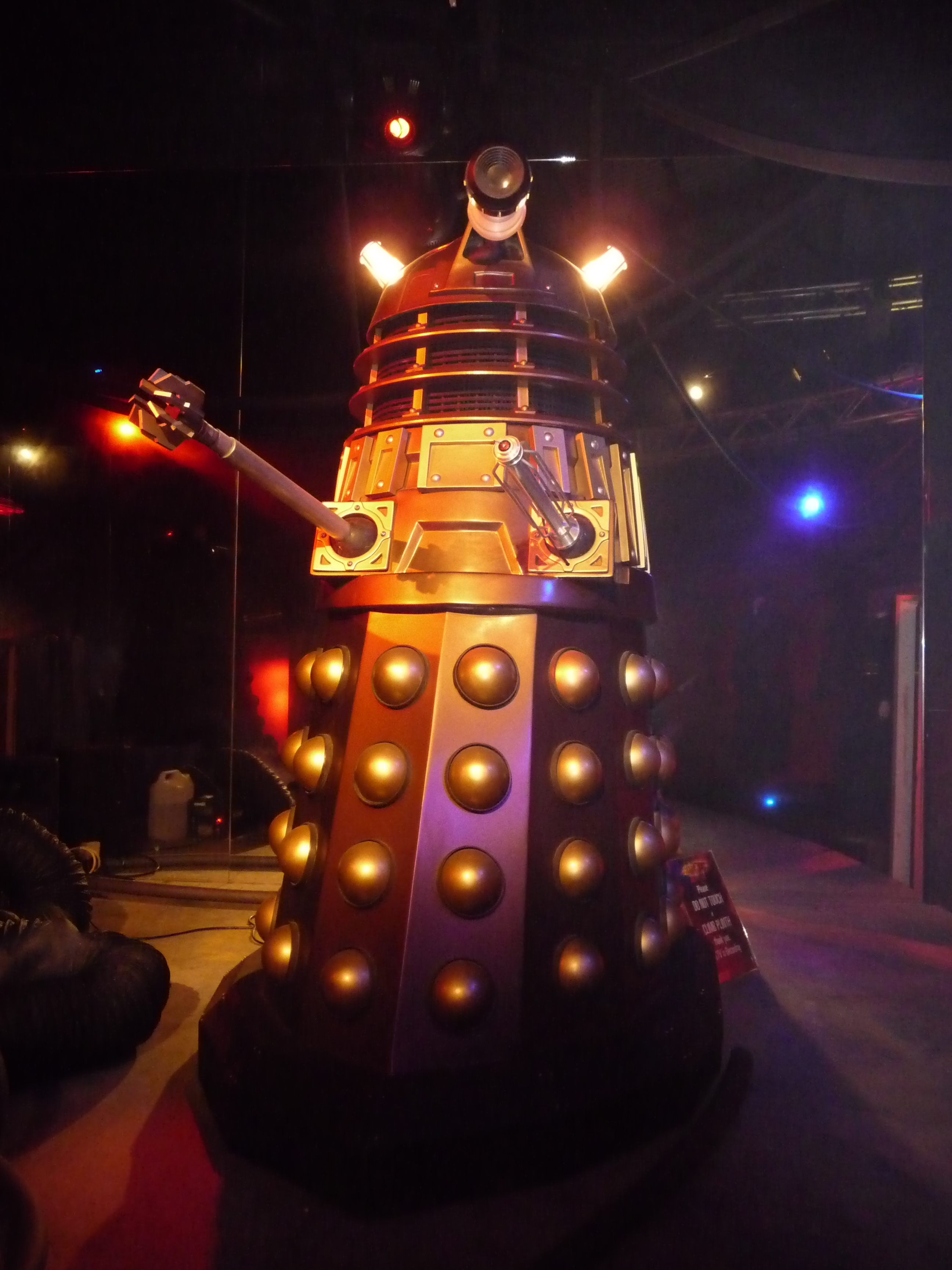
Uno dei Dalek, spietati invasori cibernetici nella serie tv britannica Doctor Who

- A for Andromeda, regia di Michael Hayes (1962), miniserie televisiva
- Doctor Who (1963-1989), serie televisiva
- Gli invasori (The Invaders), serie TV (1967-68)
- UFO, serie TV (1969-70), di Gerry e Sylvia Anderson.
- A come Andromeda, regia di Vittorio Cottafavi (1972), sceneggiato televisivo
- V - Visitors (1983), miniserie TV
- Visitors (1984-1985), serie TV
- The Tommyknockers - Le creature del buio, regia di John Power (1993), miniserie TV.
- X-Files, (1993-2002), serie TV, regia di Chris Carter.
- Mighty Morphin Power Rangers, (1993), i cinque eroi combattono per difendere la Terra dai mostri alieni del nemico interstellare.
- Invasione letale (Invasion) (1997), film TV di Armand Mastroianni, con Luke Perry e Kim Cattrall; un virus giunto dallo spazio provoca la mutazione degli esseri umani in una specie aliena
- Stargate SG-1 (1997-2007) le invasioni aliene, specialmente da parte dei Goa'uld, sono il soggetto di diversi episodi.
- Pianeta Terra: cronaca di un'invasione (Earth: Final Conflict) (1997-2002), da un soggetto di Gene Roddenberry. Serie insolita per la natura filosofica e quasi pacifica degli alieni.
- Invader Zim (2001) serie animata
- A for Andromeda, regia di John Strickland (2006), film per la TV
- InvaXön - Alieni nello spazio (2007) di Massimo Morini
- Invasion (2005-2006), serie TV.
- In Doctor Who (2006-in corso), prodotto dalla BBC, le invasioni aliene sono il pezzo forte degli episodi ambientati sulla Terra, con alcune eccezioni notevoli.
- I tentativi di invasione aliena sono uno dei temi principali delle serie TV Torchwood e Le avventure di Sarah Jane, spin-off di Doctor Who prodotti dalla BBC
- Falling Skies (2011-2015), serie televisiva ambientata in un futuro postapocalittico a seguito di un'invasione aliena.
- Childhood's End, miniserie televisiva in tre episodi del 2015, tratta da Le guide del tramonto di Arthur C. Clarke.
- The Great Martian War (2013), un'ucronia in stile falso documentario ispirato alla Guerra dei mondi di Wells in cui i marziani invadono l'Europa prima dello scoppio della Prima Guerra Mondiale.
- War of the Worlds (2019) un altro adattamento in chiave moderna del romanzo di Wells.

### Videogiochi
- Space Invaders, (1978)